# Гуаньси

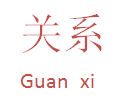

Гуаньси (кит. трад. 關係, упр. 关系, пиньинь guānxì) — китайский термин, в русском языке толкуемый как «связи», «кумовство», «круговая порука», «блат». В оригинале не несёт в себе отрицательной окраски и обозначает помощь, поддержку, услугу. Эквивалентом этого эффекта в русском языке является термин «социальный капитал». Гуаньси играет центральную роль в построении бизнеса в Китае.
По сути, гуаньси описывает связь между двумя людьми, в ходе которой они оказывают друг другу услуги и помощь. При этом оба человека должны иметь одинаковый социальный статус. Основой эффекта гуаньси является доверие. Действие гуаньси распространяется на различные сферы жизни каждого китайца, в том числе на построение отношений с друзьями и родственниками, но особую силу имеет в деловом мире. Установление прочных связей является традицией в китайском социуме, и эти связи могут оставаться крепкими на протяжении всей жизни человека.
В переносном смысле, оказывая услугу, ты инвестируешь в своё гуаньси, а прося — либо получаешь дивиденды с тех услуг, которые оказал ранее, либо берёшь в долг. Для поддержания отношений такого рода не обязательно непрерывное общение, их основой является в первую очередь взаимная помощь, когда она необходима.
Дуглас Гатри различает гуаньси и гуаньсисюэ (кит. трад. 關係學, упр. 关系学, пиньинь guānxìxué, где последний иероглиф означает «искусство» или «знание»), считая что гуаньси — отражение природы китайской цивилизации, а гуаньсисюэ представляет собой манипуляции и коррупцию, связанную с незаконным использованием гуаньси. Однако, хотя многие китайцы жалуются на то, что эффект гуаньси имеет слишком сильное влияние в современном мире, они всё равно рассматривают его как неотъемлемую часть культуры своего народа. Когда гуаньси нарушает бюрократические нормы, это приводит к коррупции.

## Схожие концепции в других культурах
- Блат в России
- Old boy network в Европе
- Sociolismo на Кубе
- Wasta на Среднем Востоке
- Dignitas в Древнем Риме